# Raggedy Ann
Raggedy Ann es una muñeca creada por el estadounidense Johnny Gruelle (1880–1938) para una serie de libros que escribió e ilustró para niños. Raggedy Ann es una muñeca de trapo con hilos rojos como cabello y una nariz triangular. Gruelle recibió la patente D47789 por su creación el 2 de septiembre de 1915. El personaje fue concebido ese año, pero fue presentado al público en el libro Raggedy Ann Stories de 1918. Cuando una muñeca fue comercializada junto al libro, el concepto se convirtió en un éxito. En la secuela del libro, Raggedy Andy Stories (1920), se incorporó el hermano de la muñeca, llamado Raggedy Andy, quien vestía un traje de marinero.

## Historia

### Orígenes
Si bien no se sabe nada claro, se cree que Gruelle creó a Raggedy Ann para su hija, Marcella, cuando ella le trajo una vieja muñeca de trapo hecha a mano y dibujó una cara en ella. Desde su estantería, sacó un libro de poemas de James Whitcomb Riley y combinó los nombres de dos poemas, "El hombre Raggedy" y "Pequeña Orphant Annie." Él dijo: "¿Por qué no llamarla Raggedy Ann?"
Marcella murió a los 13 años, poco después de ser vacunada en la escuela para la viruela. Esto debido a que la vacunaron junto a los demás niños de su clase, sin cambiar la aguja entre niño y niño, para cuando llegó su turno lamentablemente la aguja estaba infectada. Aún así, sus padres culparon a la vacunación. Gruelle se convirtió en un oponente de la vacunación y la muñeca Raggedy Ann fue utilizada como símbolo por el movimiento antivacunación por algunos años.

## Libros
Parece que muchos libros fueron publicados y acreditados a Johnny Gruelle después de su muerte, con independencia del que realmente escribió e ilustró. El artista conocido Ethel Hays ilustra la mayor parte de las historias que se publicaron a partir de 1944 por la empresa editorial de Saalfield.

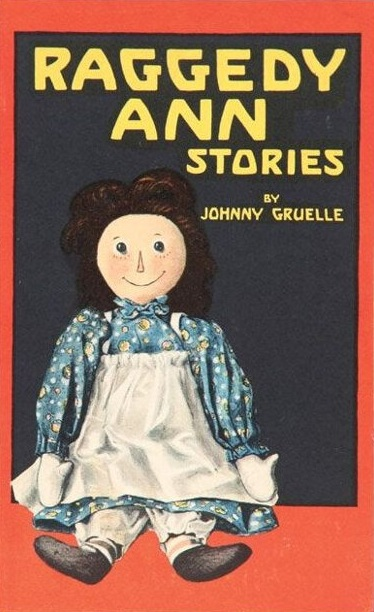
La cubierta del libro Raggedy Ann Stories, publicado por Johnny Gruelle en 1918.

- Raggedy Ann Stories (1918) escrito e ilustrado por Johnny Gruelle
- Raggedy Andy Stories (1920) escrito e ilustrado por Johnny Gruelle
- Raggedy Ann and Andy and the Camel with the Wrinkled Knees (1924) de Johnny Gruelle
- Raggedy Andy's Number Book (1924) escrito e ilustrado por Johnny Gruelle
- Raggedy Ann's Wishing Pebble (1925) de Johnny Gruelle
- Raggedy Ann's Alphabet Book (1925) de Johnny Gruelle
- Beloved Belindy (1926) escrito e ilustrado por Johnny Gruelle
- The Paper Dragon: A Raggedy Ann Adventure (1926) de Johnny Gruelle
- Wooden Willie (1927) escrito e ilustrado por Johnny Gruelle
- Raggedy Ann's Fairy Stories (1928) escrito e ilustrado por Johnny Gruelle
- Raggedy Ann's Magical Wishes (1928) escrito e ilustrado por Johnny Gruelle
- Marcella: A Raggedy Ann Story (1929) de Johnny Gruelle
- Raggedy Ann in the Deep Deep Woods (1930) escrito e ilustrado por Johnny Gruelle
- Raggedy Ann's Sunny Songs (1930) escrito e ilustrado por Johnny Gruelle, música por Will Woodin
- Raggedy Ann in Cookie Land (1931) de Johnny Gruelle
- Raggedy Ann's Lucky Pennies (1932) de Johnny Gruelle
- Raggedy Ann in the Golden Meadow (1935) de Johnny Gruelle
- Raggedy Ann and the Left-Handed Safety Pin (1935)
- Raggedy Ann's Joyful Songs (1937) escrito e ilustrado por Johnny Gruelle, música por Chas. Miller
- Raggedy Ann in the Magic Book (1939) escrito porJohnny Gruelle, ilustrado po Worth Gruelle
- Raggedy Ann and the Laughing Brook (1940) de Johnny Gruelle
- Raggedy Ann and the Golden Butterfly (1940) de Johnny Gruelle
- Raggedy Ann and the Hoppy Toad (1940)
- Raggedy Ann Helps Grandpa Hoppergrass (1940) de Johnny Gruelle
- Raggedy Ann Goes Sailing (1941)
- Raggedy Ann and Andy and the Nice Fat Policeman (1942) de Johnny Gruelle
- Raggedy Ann and Betsy Bonnet String (1943) de Johnny Gruelle
- Raggedy Ann and Andy (1944)
- Raggedy Ann in the Snow White Castle (1946)
- Raggedy Ann's Adventures (1947)
- Raggedy Ann and the Slippery Slide (1947)
- Raggedy Ann's Mystery (1947)
- Raggedy Ann and Marcella's First Day At School (1952)
- Raggedy Ann's Merriest Christmas (1952) de Johnny Gruelle
- Raggedy Andy's Surprise (1953)
- Raggedy Ann's Tea Party (1954)
- Raggedy Ann's Secret (1959)
- Raggedy Ann and the Golden Ring (1961)
- Raggedy Ann and the Hobby Horse (1961) de Johnny Gruelle
- Raggedy Ann and the Happy Meadow (1961)
- Raggedy Ann and the Wonderful Witch (1961)
- Raggedy Ann and the Tagalong Present (1971)
- Raggedy Andy's Treasure Hunt (1973)
- Raggedy Ann's Cooking School (1974)
- Raggedy Granny Stories (1977) de Doris Thorner Salzberg

## En la cultura popular

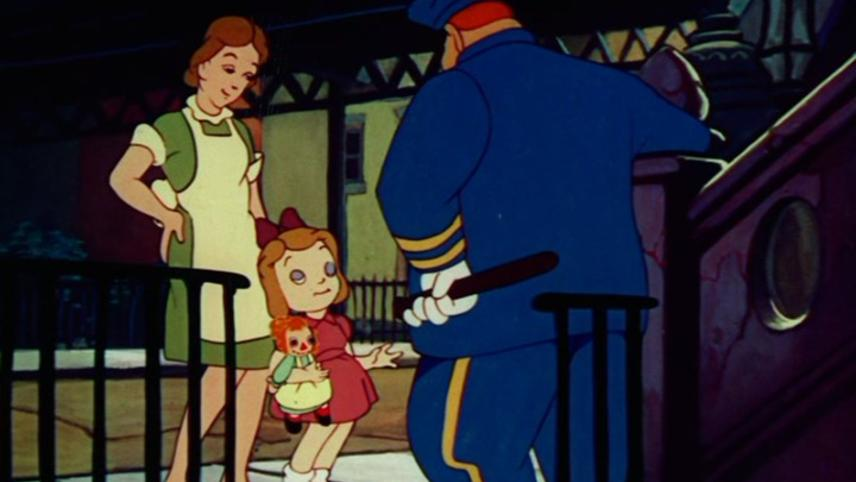
Fotograma del cortometraje animado The Enchanted Square (1947).

- Cortometrajes animados de Fleischer Studios y Famous Studios:
  - Raggedy Ann and Raggedy Andy (1941)
  - Suddenly It's Spring (1944)
  - The Enchanted Square (1947)

El 27 de marzo de 2002, Raggedy Ann fue incluida en el Salón Nacional de la Fama del Juguete.
En octubre de 1977, Raggedy Ann, The Musical Adventure, protagonizada por Ivy Austin, se estrenó en Broadway en el Teatro Nederlander.
Raggedy Ann fue parodiada en el stop-motion de comedia Robot Chicken.
En la temporada 1 episodio 6 de la popular serie de televisión Friends, Ross menciona que cuando eran niños, la muñeca Raggedy Ann de su hermana hiper-organizada Mónica era la única que no estaba andrajosa.
La película de 2013 The Conjuring empieza con la historia real de los compañeros de cuarto que contactaron a los investigadores paranormales / demonólogos de renombre, Ed y Lorraine Warren, porque creen que una muñeca, propiedad de uno de ellos ha sido poseída por el espíritu de una niña muerta llamada Annabelle Higgins. La muñeca utilizada en la película fue diseñada especialmente para la película y tiene una apariencia muy incómoda y malvada. La verdadera muñeca Annabelle, sin embargo, era una muñeca de trapo muy distinta a la utilizada en la película. De acuerdo con los Warren, la muñeca estaba siendo manipulada por un demonio con el fin de obtener acceso al propietario de la muñeca. La verdadera muñeca Annabelle Raggedy Ann y su supuesto demonio residen actualmente bajo llave en la colección de elementos ocultos de Ed y Lorraine Warren.
En 2014 se le dedicó a la controvertida historia una película completa, Annabelle.
En la serie The big bang theory, Amy se disfraza de Raggedy Ann en el capítulo 5 de la temporada 6.
- Un globo Raggedy Ann debutó en el Desfile del Día de Acción de Gracias de Macy's, volando durante cuatro apariciones entre 1984 y 1986 y en 1991.

- Se puede ver a una niña sosteniendo una muñeca Raggedy Ann en la película animada de Disney de 1996, James and the Giant Peach .

En Bump in the Night, la personaje Molly Coddle podría haberse inspirado en el famoso muñeco de peluche con algo de la personaje Sally de The Nightmare Before Christmas.
Raggedy Ann junto con Raggedy Andy aparecen en la trilogía "Imaginationland" de South Park entre las criaturas buenas. Stan Marsh también se vistió como Raggedy Andy en "Pinkeye" para Halloween, sin saber que Wendy decidió disfrazarse de Chewbacca en lugar de Raggedy Ann. El disfraz de Stan aparecería más tarde como personaje jugable en South Park Rally.
Se dijo explícitamente que la personaje Ragatha de The Amazing Digital Circus de Gooseworx estaba basado en Raggedy Ann.
Una muñeca Raggedy Ann aparece en la portada de Golden Feelings, el álbum de estudio debut del músico estadounidense Beck.
En la segunda temporada de la serie de televisión Them (serie de televisión) aparecen los muñecos Raggedy Andy y Raggedy Ann.en varios capítulos, haciendo incluso referencia a ellos el título del capítulo 3; "El hombre con el cabello rojo".
Una caja de estas muñecas aparece en los fondos de la película cortometraje de dibujos animados "Un largo día de guardería", como parte de los juguetes de la guardería donde transcurre la película. En este filme la parodia es doble, puesto que dichas muñecas aparecen con el nombre de "Raggedy Ayn Rand", parodiando al mismo tiempo a dicha filósofa (las muñecas aparecen con su aspecto) y a las propias muñecas.